# Михельдорф (Каринтия)
Михельдорф (нем. Micheldorf) — коммуна (нем. Gemeinde) в Австрии, в федеральной земле Каринтия. 
Входит в состав округа Санкт-Файт.  Население составляет 1143 человека (на 31 декабря 2005 года). Занимает площадь 16,99 км². Официальный код  —  2 05 19.

## Политическая ситуация
Бургомистр коммуны — Хайнц Вагнер (СДПА) по результатам выборов 2003 года.
Совет представителей коммуны (нем. Gemeinderat) состоит из 15 мест.
- СДПА занимает 9 мест.
- АНП занимает 3 места.
- АПС занимает 3 места.